# 1795 au Canada
Pour un article plus général, voir Chronologie du Canada.
Cet article traite des événements qui se sont produits durant l'année 1795 au Canada.

## Événements

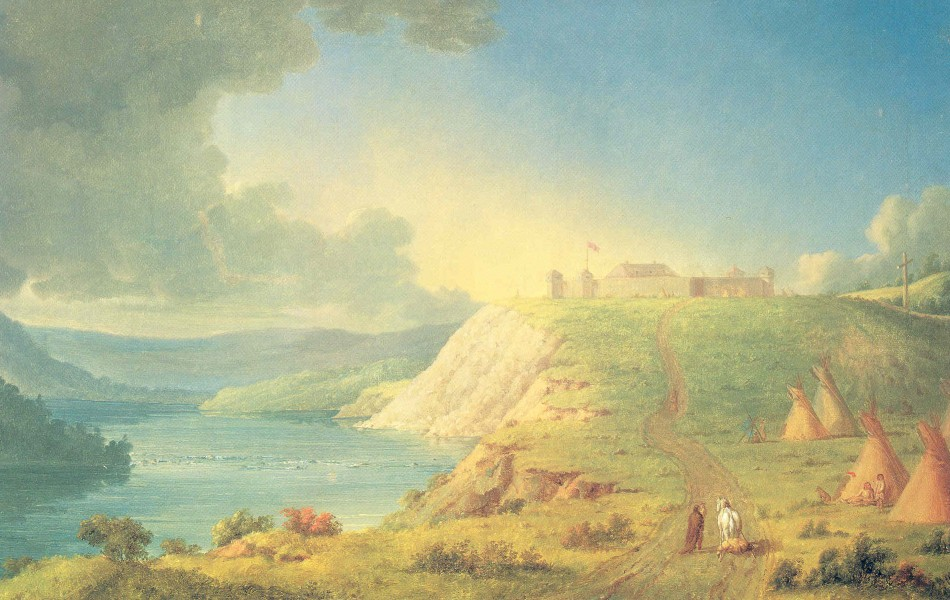
Fort Edmonton

- Été : Construction de Fort Augustus par la Compagnie du Nord-Ouest et à proximité de Fort Edmonton par la Compagnie de la Baie d'Hudson.
- Début de la chasse au trésor à l'Île Oak en Nouvelle-Écosse. Malgré de très nombreuses recherches au fil du temps, aucun trésor ne fut trouvé depuis ce temps.
- Création du Régiment royal de Terre-Neuve.

### Côte du Pacifique
- Les espagnols abandonnent la Baie de Nootka. Le Fort San Miguel est démantelé.

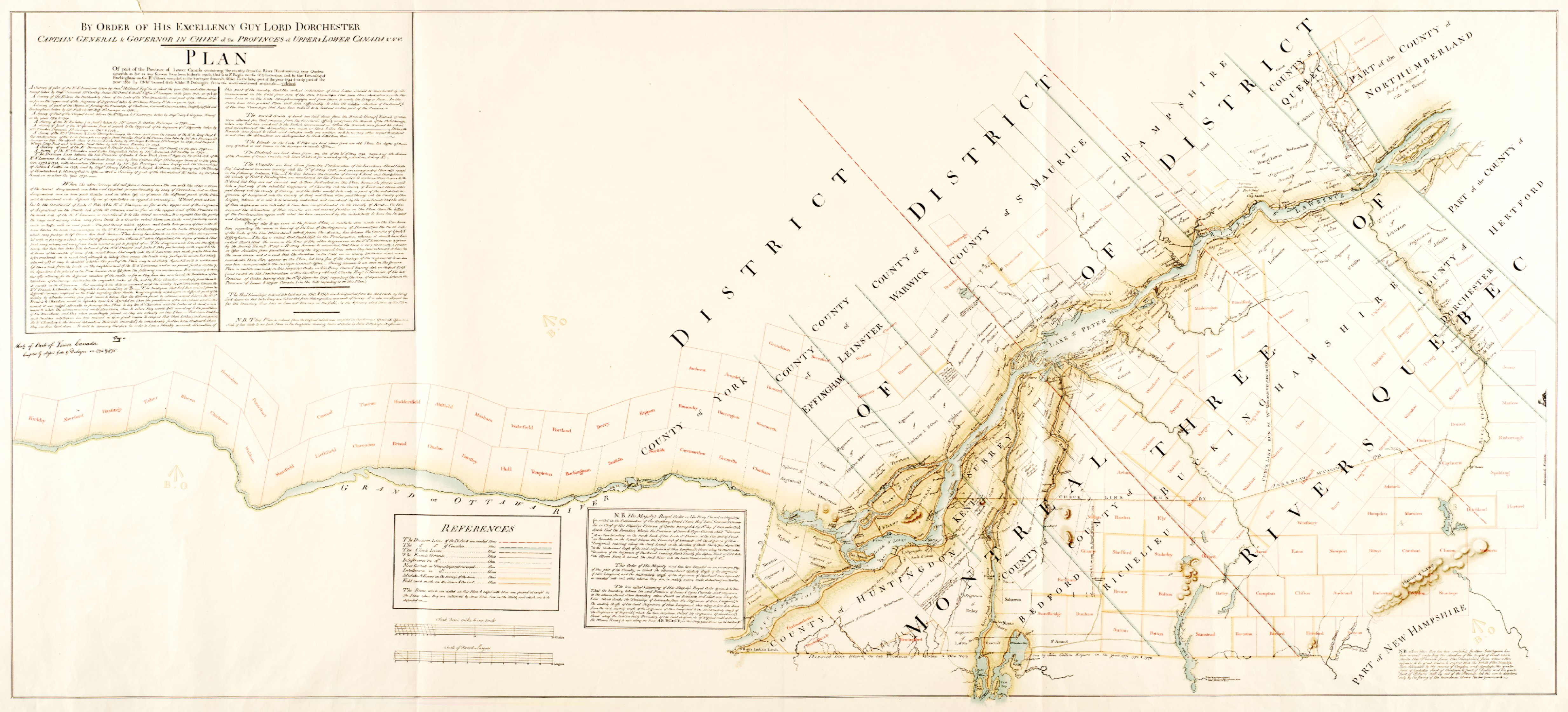
Carte de Gale et Duberger réalisée en 1795

## Naissances
- 21 janvier : Henry Wolsey Bayfield, officier de marine et cartographe.
- 1er février : Patrick Phelan, évêque de Kingston.
- 10 mars : Joseph Légaré, peintre.
- 12 mars : William Lyon Mackenzie, journaliste et politicien.
- 5 juillet : François Labelle, fondateur du collège de l'Assomption.
- 5 septembre : Sir Étienne-Paschal Taché, premier ministre du Canada-Uni.
- 23 septembre : Pierre Brochu, premier résident de la Vallée de la Matapédia.
- 30 septembre : François-Norbert Blanchet, missionnaire.
- 5 octobre : Alexander Keith, brasseur en Nouvelle-Écosse.

## Décès
- 18 mai : Robert Rogers, soldat.
- 11 novembre : George Dixon, explorateur de la côte ouest du Canada.